# 부르고뉴파
부르고뉴파(프랑스어: Bourguignons)는 프랑스 귀족의 한 당파로 백년 전쟁 후기에 아르마냐크파와 싸웠다. 14세기말 샤를 6세의 정신질환이 심화된 후, 오를레앙 공(公) 루이와 부르고뉴 공(公) 장이 실권을 장악하고, 장이 지도하는 부르고뉴파는 1407년 루이를 암살한 다음 그 아들 샤를이 이끄는 아르마냐크파와의 항쟁(抗爭)을 격렬하게 벌여, 거의 전프랑스의 귀족과 평민계급이 이 와중(渦中)에 휩쓸려 들어갔다. 부르고뉴파는 파리를 비롯한 북프랑스 여러 도시의 지지를 얻고, 영국과 내통하여 헨리 5세의 프랑스 침략을 도왔으나, 1419년 장이 암살된 후에는 공공연히 영국과 동맹하여 헨리 6세의 영·프 복합왕국을 승인하고, 공동으로 북부 프랑스를 지배하였다. 그러나 결국 1435년 아르마냐크파가 지지하는 샤를 7세와 화약(和約)을 맺음으로써 양파의 항쟁은 종식되었다

## 같이 보기
- 잔다르크
- 부르고뉴 공국
- 프랑스의 역사
- 아르튀르 3세 드 드뢰 (아르튀르 드 리슈몽)
- 부르군트족
- 아르마냐크-부르고뉴 내전